# ウシモツゴ

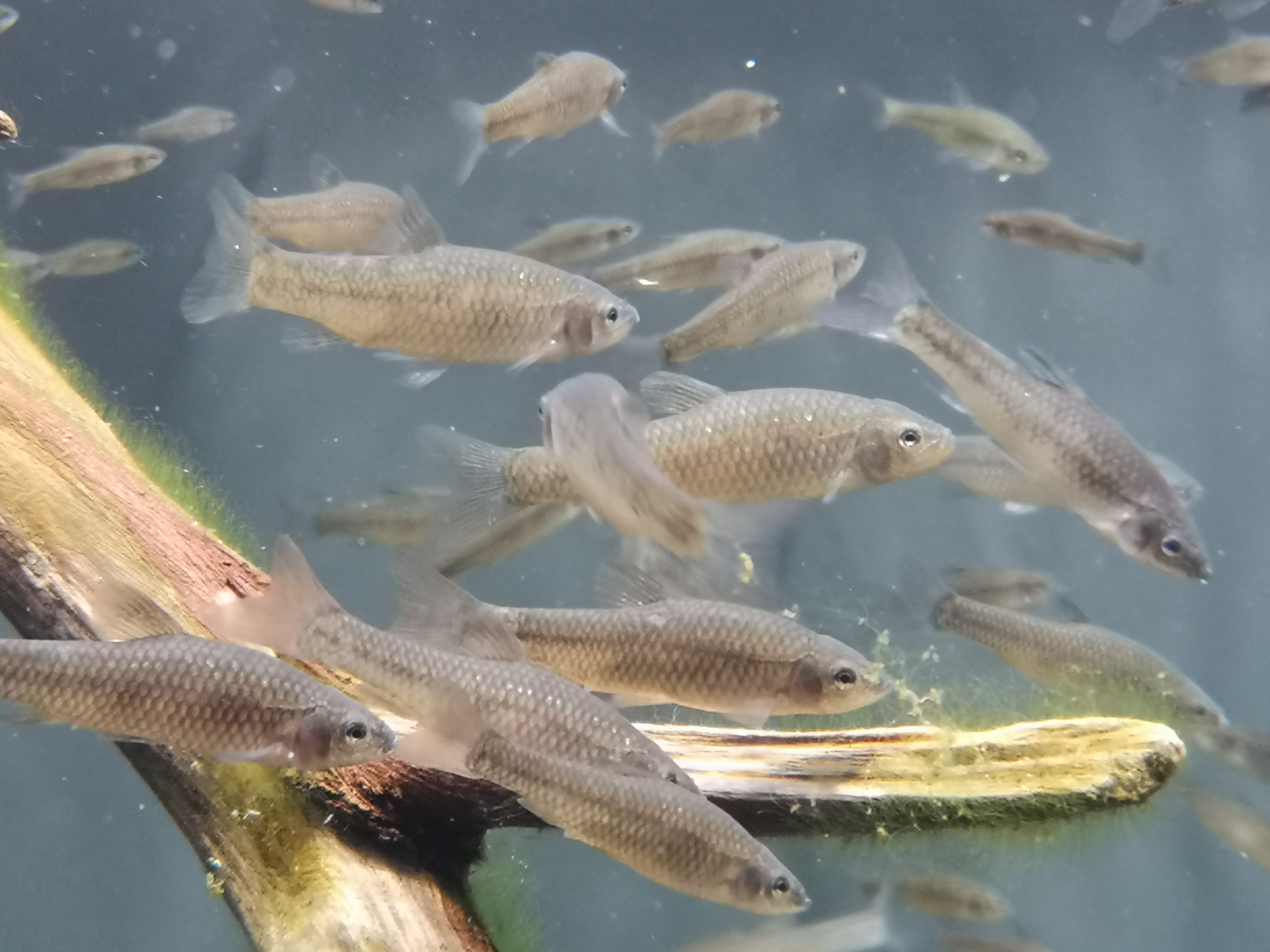
ウシモツゴ（世界淡水魚園水族館アクア・トトぎふ）

ウシモツゴ(牛持子、Pseudorasbora pugnax)は、条鰭綱コイ目コイ科モツゴ属に分類される魚類。

## 分布
日本（愛知県、岐阜県、三重県の伊勢湾流入河川およびその周辺）
模式標本の産地（基準産地・タイプ産地・模式産地）は、長良川水系（岐阜県美濃）。以前は、伊勢湾流入河川および濃尾平野広域に分布していたと考えられている。三重県では、1996年に初めて分布が報告された。

## 形態
体長3.24 - 5.97センチメートル。メスよりもオスの方が大型になる。側線が不完全。メスも含めて体側面の縦縞は不明瞭。
頭長は体長の27.5 - 31.9 %。

## 分類
1963年に、シナイモツゴの未記載亜種として報告された。アロザイムやミトコンドリアDNAの16S rRNAおよびシトクロムbの分子系統解析でも、これらの独自性が支持されていた。2015年に、新種記載された。
新種記載前の1999年に発表された野生個体（小牧市の庄内川水系・日進市の天白川水系・豊田市の矢作川水系）および累代飼育個体（養老町の揖斐川水系・春日井市の庄内川水系・西尾市の矢作川水系）の6地点計106匹のミトコンドリアDNAのD-loop領域の分子系統解析では、庄内川および揖斐川水系(Type I)、天白川水系(Type II)、矢作川水系(Type III)でそれぞれ単一のゲノム型のみで他のゲノム型がみられないという解析結果が得られた。

## 生態
3月下旬から7月上旬にかけて、石の下に卵を産む。2005年・2006年の三重県での観察例から、硬く平面的なもの（石・この観察例ではレンガが用いられた）の下部に好んで産卵することが示唆されている。種小名pugnaxはラテン語で「攻撃的な・好戦的な・喧嘩っ早い」の意で、産卵期のオスが攻撃的で激しく争うことに由来する。この性質に由来する方言名として「けんかもろこ」がある。

## 人間との関係
和名は岐阜市での方言名「う志もろこ」に由来し、岐阜市から大垣市墨俣町・羽島市周辺では「うし」という方言名もあったとされる。
農地開発や河川改修による生息地の破壊、人為的に移入されたオオクチバスやブルーギル・アメリカザリガニなどによる捕食などにより生息数は減少している。
絶滅危惧IA類 (CR)（環境省レッドリスト）